# Anomala praecellens
Anomala praecellens är en skalbaggsart som beskrevs av Bates 1888. Anomala praecellens ingår i släktet Anomala och familjen Rutelidae. Inga underarter finns listade i Catalogue of Life.